# Puliciphora sulcimanae
Puliciphora sulcimanae är en tvåvingeart som beskrevs av Ronald Henry Lambert Disney 1998. Puliciphora sulcimanae ingår i släktet Puliciphora och familjen puckelflugor. Inga underarter finns listade i Catalogue of Life.